# Rose Spur
Der Rose Spur ist ein bis zu 1196 m hoher Gebirgskamm im westantarktischen Queen Elizabeth Land. In der Neptune Range der Pensacola Mountains erstreckt er sich ausgehend vom Mount Bragg in westlicher Richtung.
Das UK Antarctic Place-Names Committee benannte ihn 2012 nach Paul Rose, der für den British Antarctic Survey von den 1980er Jahren bis in die 2000er Jahre als Feldforschungsassistent, Taucher und Leiter der Rothera-Station tätig war.